# Tsévié
Tsévié este un oraș din Togo, situat la 32 km nord de Lomé. Activitatea sa economică se bazează pe comerț și producerea uleiului de palmier. Este legat prin intermediul căii ferate cu orașele: Notsé, Atakpamé, Blitta (la nord) și Lomé (la sud).